# Papierholländer

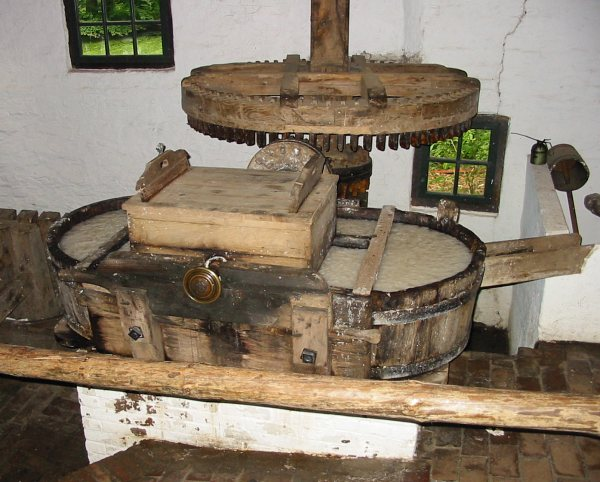
Alter Holländer

Der  Papierholländer, meist kurz Holländer genannt, ist eine Maschine, mit der bei der historischen Papierherstellung Lumpen oder Hadern zerkleinert und zerfasert wurden. Er wurde auch als holländisches Geschirr bezeichnet. Der Holländer ersetzte in der vorindustriellen Papiermacherei in Deutschland ab dem 18. Jahrhundert das Stampfwerk oder Pochwerk, das deutsche Geschirr. In der Zeit der industriellen Papierherstellung wurden Zellstoff, Holzstoffe und Altpapier in Holländern verarbeitet. In Spezialbereichen werden Holländer auch heute noch eingesetzt.

## Erfindung
Mit der Erfindungsgeschichte dieses holländischen Mahlgeschirrs in den Zaanländer Windpapiermühlen befasste sich der niederländische Papierhistoriker Henk Voorn, der nach umfangreichen Archivrecherchen zu folgenden Ergebnissen kam:

„In den zaanländischen Windpapiermühlen wurden schon früh die Hadern erst mit der „Kapperij“ zerkleinert, dann gemahlen in einem Werkzeug, vielleicht aus dem Kollergang entwickelt, doch um 1670 schon ganz einem Holländer ähnlich. 1673 wird dieses Mahlwerkzeug verbessert, die eisernen Schienen (= Messer) und die eiserne Platte werden durch Messer und Platte aus Metall (= Mischung von Kupfer, Messing und Silber) ersetzt. Hierdurch wird die Herstellung von weißem Schreibpapier in den Windmühlen möglich. Die ersten Benützer dieses verbesserten Holländers waren Gerrit Pietersz. Van der Ley und sein Sohn Pieter Gerritsz, welche 1674 die Mühlen „De Bonsem“ und „De Wever“ hiermit ausstatteten. Gleichzeitig wurde dieselbe Verbesserung von anderen erfunden, u. a. von Maerten Cornelisz, Sevenhuysen. Noch 1674 machen auch Jakob und Adriaan Cornelisz. Honigh sich die Erfindung in ihrer Mühle „De Vegulde Bijkorf“ zunutze. Kurze Zeit später wird weißes Schreibpapier in mehreren zaanländischen Windpapiermühlen hergestellt.“

## Arbeitsweise
Die Leinen- und Baumwollgewebe wurden zunächst in einer Faulgrube von Farbstoffen befreit und dann mechanisch in kurze Faserstücke zerlegt, bis ein zur Papiererzeugung geeigneter, feiner Faserbrei entstand, die sogenannte Pulpe. Im Holländer wurde dazu eine mit Wasserkraft angetriebene und mit Schneidmessern besetzte Walze verwendet. Die ständige Umwälzung des Faser-Wasser-Gemischs (Endlosschleife) ermöglichte diese mechanische Behandlung schneller und unter besser kontrollierbaren Bedingungen als das zuvor übliche Stampfwerk. Bis zu einem Fasergehalt von etwa 3 bis 4 % (im Wasser) ist der entstehende Faserbrei mit der Walze umwälzbar.
Der Holländer blieb bis ins 20. Jahrhundert eine Universalmaschine zur Papierherstellung. Er konnte nicht nur Fasern aus dem Rohstoff gewinnen, sondern sie auch mahlen. Außerdem war es möglich, Farbstoffe und andere Zusatzstoffe in die Suspension einzumischen. Die Qualität der Pulpe war gut kontrollierbar. Ein Nachteil des Holländers im Vergleich zu den späteren Refinern besteht darin, dass der gesamte Inhalt des Holländers bis zur Fertigstellung der Pulpe ständig umgewälzt werden musste, während Refiner den Papierrohstoff wesentlich schneller und effizienter zerkleinern können.

## Weiterentwicklung

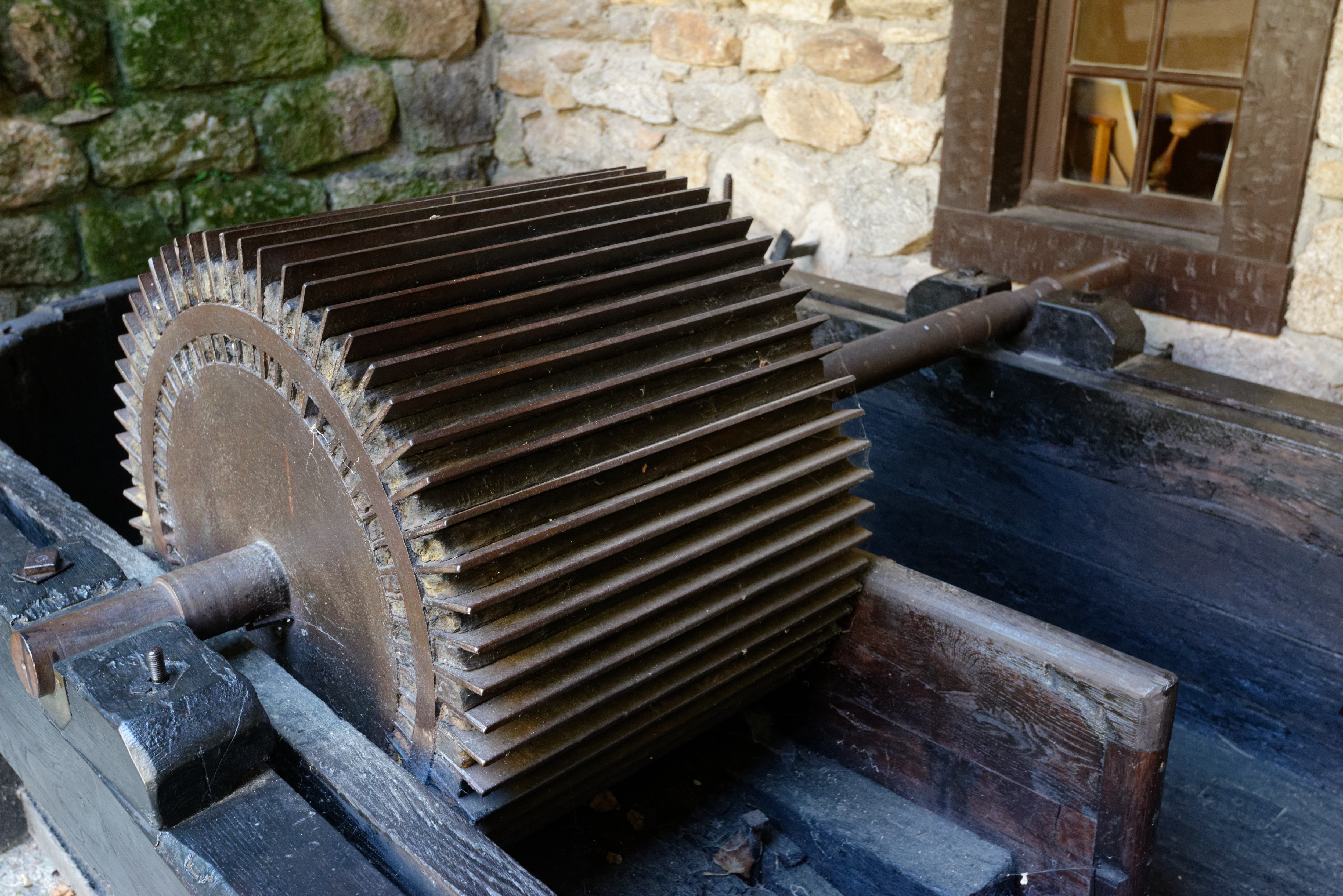
Moulin Richard de Bas, Ambert, Messerwalze

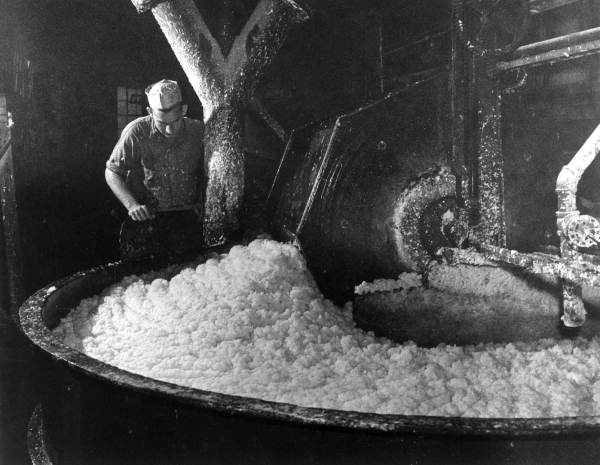
Holländer in einer Papierfabrik in Florida im Jahr 1947

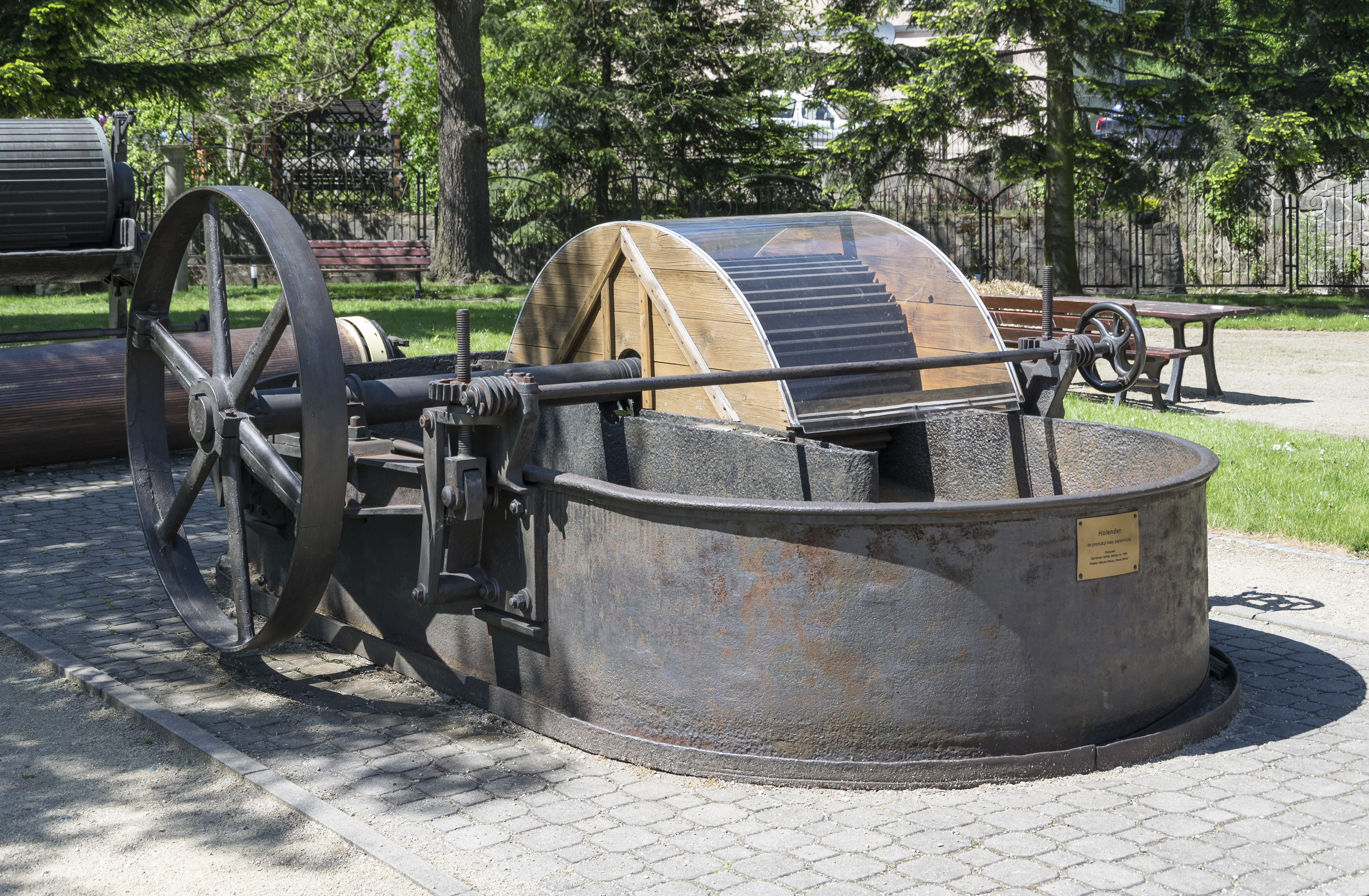
Holländer im Freigelände des Muzeum Papiernictwa in Duszniki-Zdrój, Polen

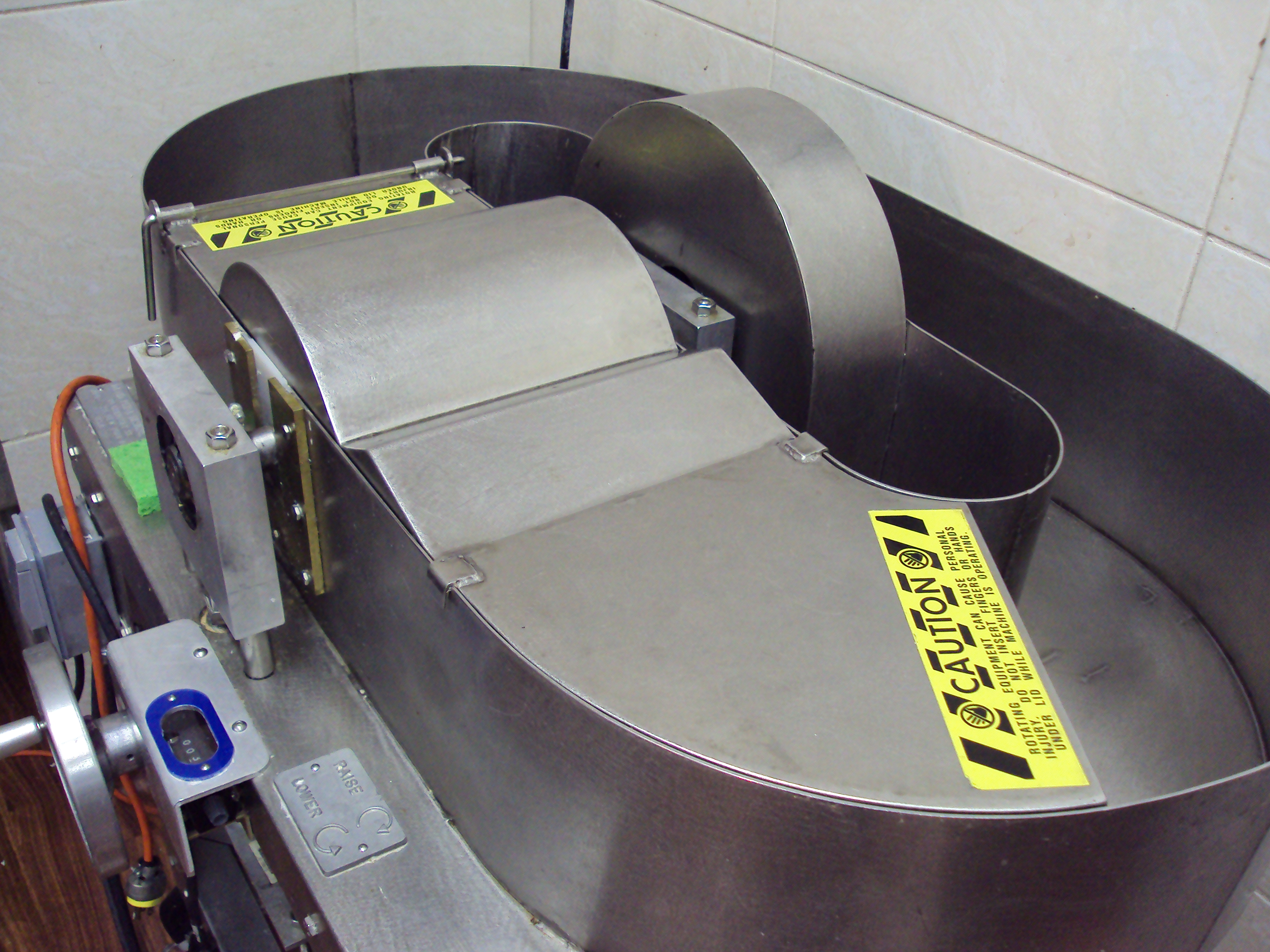
Moderner Holländer aus rostfreiem Stahl

Im 19. Jahrhundert führte die wachsende Papierproduktion zu größeren Konstruktionen, die ursprünglich hölzernen Bottiche machten gemauerten Behältnissen Platz, in denen auch Zellstoff mit Chlorkalk gebleicht wurde. Dazu wurde ab 1880 der Antrieb zur Umwälzung des Faserbreis auf Propeller umgestellt, die eine höhere Konsistenz von 5 bis 7 % ermöglichten, wodurch weniger Dampf zum Aufheizen der Faser-Wasser-Mischung auf die Bleichtemperatur von ca. 40 °C erforderlich wurde.
Mit der Diversifizierung der Papiersorten wurde der Beruf des Holländermüllers anspruchsvoller: Er war zuständig für die exakte Mischung von Faserstoffen, Füllstoffen, Farb- und Hilfsstoffen in den Holländern. Die Zusammensetzung wurde ihm auf Holländerzetteln vorgeschrieben, zusammen mit weiteren Angaben zum herzustellenden Papier, unter anderem: Papiersorte, Farbe, Glätte und Mahlungsgrad der Fasern.
Die Holländer kamen erst ab etwa 1960 allmählich außer Gebrauch, als sich die kontinuierlich arbeitenden Kegelstoffmühlen (Refiner) durchsetzten, mit denen verschiedene Refiner-Holzstoffe hergestellt werden konnten. Einige Holländer werden heute noch bei der Herstellung von Banknotenpapieren und anderen Spezialpapieren eingesetzt.